# Saint-Paul-Cap-de-Joux
Saint-Paul-Cap-de-Joux – miejscowość i gmina we Francji, w regionie Oksytania, w departamencie Tarn.
Według danych na rok 1990 gminę zamieszkiwały 924 osoby, a gęstość zaludnienia wynosiła 54 osób/km² (wśród 3020 gmin regionu Midi-Pireneje Saint-Paul-Cap-de-Joux plasuje się na 360. miejscu pod względem liczby ludności, natomiast pod względem powierzchni na miejscu 669.).